# Luccai Hercegség
A Luccai Hercegség (olasz nevén Ducato di Lucca): kis itáliai csatlós fejedelemség, amely 1805–1847 között állt fenn. Először 1805–ban I. Napóleon császár alakította meg a korábbi Luccai Köztársaságból, majd 1815-ben a bécsi kongresszus határozata értelmében az Osztrák Császárság érdekterületére jutott, átmenetileg a parmai Bourbon-háznak adták birtokul, majd 1847-ben a Toszkánai Nagyhercegségbe olvasztották. A hercegség fővárosa Lucca volt.

## Történelme

### Kikiáltásának előzményei
Bonaparte tábornok 1796–1797-es itáliai hadjárata az első koalíció széteséséhez vezetett. Bonaparte a francia forradalmi eszmék jegyében saját képére formálta az elfoglalt területek államformáját, a Francia Köztársaság csatlós köztársaságaivá (république sœur) alakítva őket. A luccai nemesi köztársaság ekkor még semleges tudott maradni, a Nápolyi Királyság ellen 1799-ben indított francia hadjárat során azonban megszállás alá került. A franciák kikiáltották a luccai plebejus köztársaságot, megszüntették a nemesi címeket és előjogokat. A következő években a város többször gazdát cserélt, de 1802. január 1-jén a győztes franciák ismét kikiáltották a Luccai Köztársaságot, amelynek fennmaradását a megszálló haderő már hatékonyan biztosítani tudta.

### A Francia Császárság csatlósa
1804-ben a Francia Köztársaság császársággá alakult. Ezt a mélyreható változást is exportálták az itáliai csatlós államokba. 1805 márciusában az Itáliai Köztársaságból megalakult az Itáliai Királyság, májusban I. Napóleon császár Monzában Itália királyává koronáztatta magát. A császár a tőle függő helyzetben lévő Luccai Köztársaság lakosaitól is „elvárta”, hogy alkalmazkodjanak a politikai helyzet változásához, és monarchisztikus államformát „kívánjanak” maguknak. A császár már 1805 márciusában felruházta húgát, Élisa Bonaparte császári hercegnőt a Lucca és Piombino hercegnője címmel.
Egy szélsebesen megszervezett és jól irányított népszavazás eredményeként egy korzikai nemesember, Felice Pasquale Bacciocchi (1762–1841), Élisa Bonaparte férje, Napóleon veje lett az állam feje, aki I. Félix néven rövid időre Lucca és Piombino hercege lett. 1805. június 27-én a köztársaság kormányzatát feloszlatták, és kihirdették az újdonsült Luccai Hercegség monarchisztikus alkotmányát. A valódi kormányzati hatalom a császár húgának kezében volt, Félix herceg még 1805-ben elvált tőle, visszavonult a politikai élettől és Rómába költözött.

### A Osztrák Császárság csatlósa
A napóleoni háborúk lezárultával, 1815. június 9-én a bécsi kongresszus határozata a Luccai Hercegséget a háborúban győztes Osztrák Császárság érdekterületére juttatta. Az 1817-es párizsi szerződés kimondta a hercegségnek a Toszkánai Nagyhercegségtől független státusát, és azt az elhunyt I. Lajos etruriai király (1773–1803) özvegyének, Mária Lujza Jozefa spanyol infánsnőnek és kiskorú fiának, Károly Lajos Bourbon–parmai hercegnek, Parma, Piacenza és Guastalla hercegségek trónörökösének juttatta azt átmeneti kárpótlásul, mivel a Bourbonok jogos örökségét, a Parmai Hercegséget (és csatolt részeit) a szerződés Mária Lujza osztrák főhercegnőnek, a lemondatott Napóleon császár feleségének adta életfogytig tartó (en viager) birtokul.
A Luccai Hercegség kormányzatának stabilitását a megszálló osztrák császári haderő biztosította. Az állam pénzneme a luccai líra volt.
1824. március 13-án az özvegy Mária Lujza Jozefa hercegnő elhunyt, a luccai hercegi trónt fia, Károly Bourbon–parmai herceg vette át, I. Károly néven. Hercegségét – a bécsi kongresszus határozata szerint – Mária Lujza főhercegnő haláláig megtarthatta volna.
Az erélytelen Károly herceg azonban tartott a kezdődő olasz egységmozgalomtól és a forradalmi nyugtalanságtól, ezért már 1847. október 5-én, két hónappal Mária Lujza főhercegnő halála előtt II. Lipót toszkánai nagyherceggel megkötötte a modenai szerződést, amelyben lemondott trónjáról, így a Luccai Hercegség a szerződésben előirányzottnál valamivel korábban visszakerült a Habsburg–Lotaringiai-ház által birtokolt Toszkánai Nagyhercegséghez.

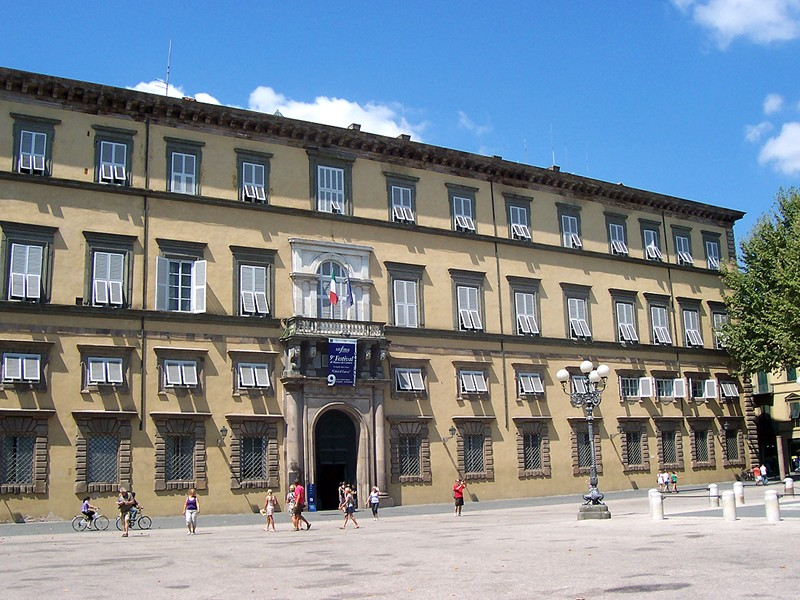
A luccai hercegi palota
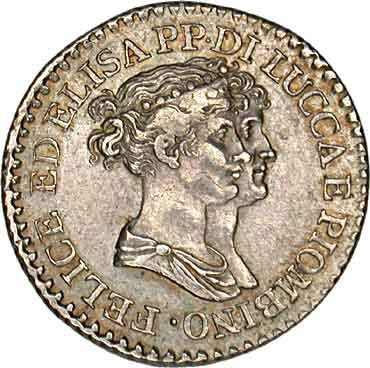
Élisa Bonaparte és férje, I. Félix, Lucca hercege
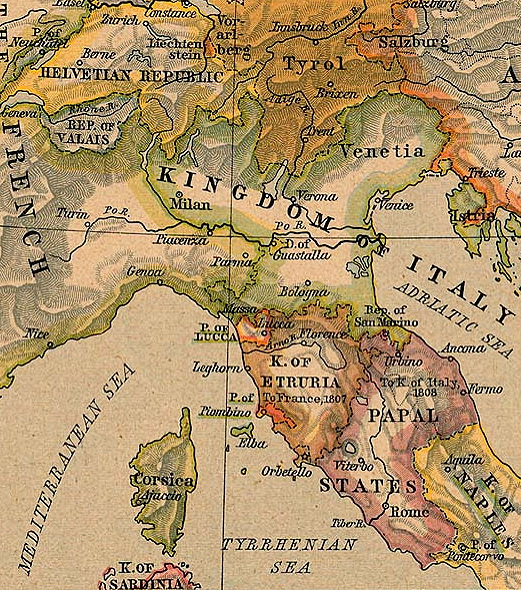
Észak- és Közép-Itália 1806-ban
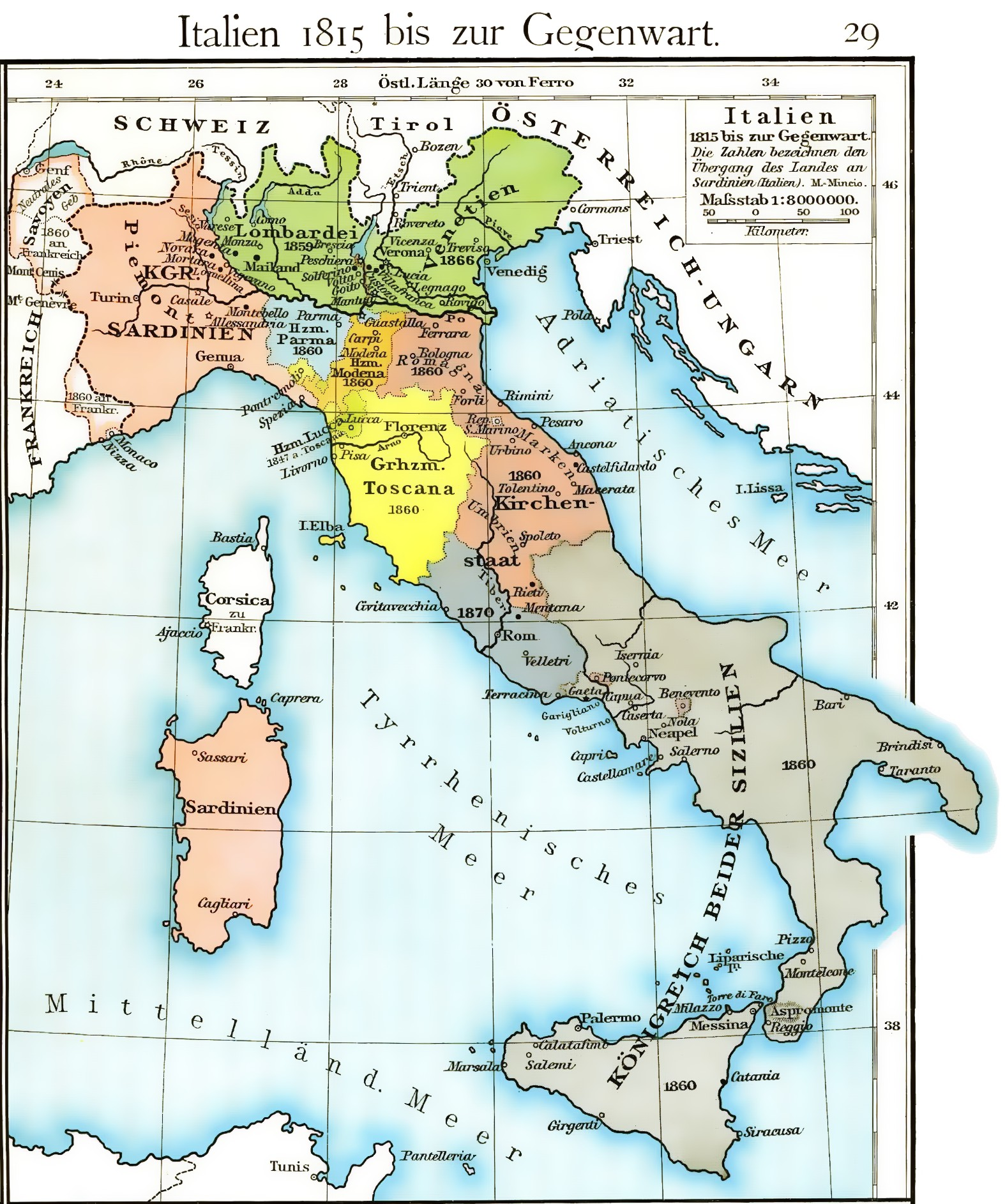
Itália államai 1815-ben

A Lucca-Piombinói Hercegség zászlaja 1805–1818 között.
A Luccai Hercegség Bourbon-címeres zászlaja, 1824–47 között.
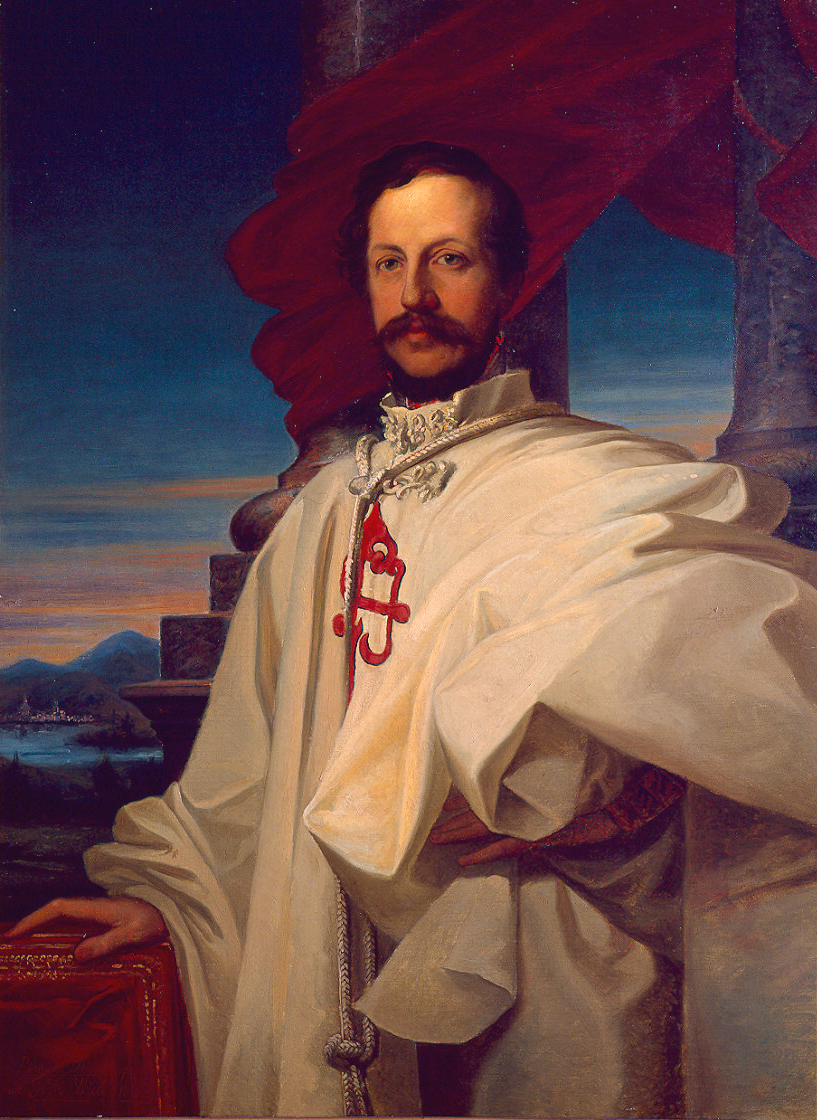
I. Károly, Lucca hercege.
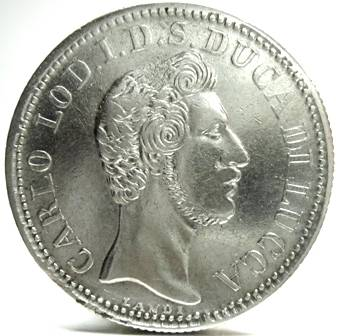
pénzérme, Károly luccai herceg árcképével

## A hercegség zászlaja
A középkori nemesi köztársaság eredeti zászlaja fehér-piros volt. 1805–ben a Luccai Hercegség új zászlajának a vízszintesen osztott vörös-sárga sávokat választották. 1818–1847 között a hercegi zászló fehérré változott volt, az uralkodó hercegi ház címerével kiegészítve: 1818–1824 között a spanyol Bourbon-házi Mária Lujza Jozefa spanyol infánsnő családi címerével, 1824–1847 között a parmai Bourbonok címerével. A fehér zászló felső sarkába felvették a hercegség eredeti zászlajának vörös-sárga színeit is. (Lásd ).

## Külső hivatkozások
- Lucca történelmi zászlói (olaszul)
- Lucca törtenelme (olaszul)
- Lucca történelme, a térség (comune) honlapján. Archiválva 2012. július 9-i dátummal a Wayback Machine-ben (olaszul)
- Lucca történelme (Luccaportal honlapon). (olaszul)
- A luccai Hercegi Palota (Palazzo Ducale). (olaszul)

| Előd: Luccai Köztársaság | 1805 – 1847 | Utód: Toszkánai Nagyhercegség |